# 阿道夫 (巴伐利亞)
阿道夫（1434年1月7日—1441年10月24日），維特爾斯巴赫家族成員，巴伐利亞-慕尼黑公爵（1435年—1441年在位）。巴伐利亞-慕尼黑公爵威廉三世與妻子克萊沃公爵阿道夫一世的女兒克萊沃的瑪格麗特的長子。
阿道夫於1434年出生。他的弟弟威廉翌年出生，但是早夭。父親威廉三世本與他的伯父恩斯特一起統治了巴伐利亞-慕尼黑公國，但是當父親於1435年逝世後，只得1歲的阿道夫繼承父親被立為巴伐利亞-慕尼黑公爵，與伯父恩斯特共治。因為年幼，加上伯父恩斯特和他的兒子阿爾布雷希特都在壯年，已經有兩位能夠執政的公爵，未成年的阿道夫在公國的角色非常有限。1438年，恩斯特去世，由其子阿爾布雷希特三世繼承爵位並統治巴伐利亞-慕尼黑公國。由於阿道夫僅七歲於1441年在慕尼黑去世，他根本從未參與政務直至去世都只時名義上的統治者，他對公國基本上沒有任何實質影響。
阿道夫被安葬在慕尼黑聖母主教座堂。關於他的繼承權的糾紛導致阿爾布雷希特三世與巴伐利亞-蘭茨胡特公亨利十六世之間的長期糾紛。